# Sid Meier's Civilization
Sid Meier's Civilization je računalna igra koju je stvorio Sid Meier za Microprose 1991. Cilj igre je "...izgraditi carstvo koje će oduprijeti izazovu vremena". Igra počinje 4000. pr. Krista, i igrači nastoje proširiti i razviti svoja carstva kroz doba do modernog i vremena bliske budućnosti. Jednostavno je poznata kao Civilization (na hrvatskom području također kao Civilizacija), ili skraćeno Civ ili Civ I. Opće je priznata kao pionir žanra strateške igre na poteze.

## Ime i nastanak
Poznata i kao samo Civilization, Civ (hr. Sid Meierova Civilizacija) je strateška računalna igra nastala 1990. u američkom sjedištu tvrtke Microprose. Glavni dizajner Civilizacije je programer i dizajner softvera Sid Meier (Railroad Tycoon, Covert Action, SimGolf, Gettysburg).
Inspiracija za Civilizaciju su bile igre SimCity, RailRoad Tycoon i igra na ploči Civilization firme Avalon Hill.

## Žanr i osobine
Žanrovski, Civilizacija je strategija koja spada u potezne (eng. Turn Based Strategy) po načinu igranja i globalne (eng. God Games) po opsegu i odmaku.
Sudjeluje čovjek i do sedam protivnika umjetne inteligencije. Igra se kružno. Kada sudionik dođe na red, ima neograničeno vrijeme za odluke. On zadaje računalu određene instrukcije od kojih se neke izvršavaju odmah (npr. bitke), a neke na kraju poteza (npr. skupljanje resursa). 
Igra se na cilindričnoj karti koja se sastoji od između 900 i 4900 (30x30 do 70x70) kvadratičnih polja. Postoji deset vrsta polja. Livade, stepe, pustinje, tundre, šume, brda, planine (kopnena) te more. Kroz svako polje osim planine može prolaziti rijeka. Neka polja imaju posebna svojstva (zlato, ugljen, divljač i drugo).
Svako polje sadrži drukčiju kombinaciju triju resursa: hrane, trgovine i proizvodnje. Tako šuma nosi dvije jedinice proizvodnje i jednu hrane dok livada nosi dvije jedinice hrane i jednu proizvodnje, pustinja po jednu hrane i proizvodnje, a more samo jednu hrane i jednu trgovine. 
Na osnovnim poljima mogu se graditi fiksni objekti koji mijenjaju osnovna svojstva polja. To su: Rudnik, Navodnjavanje, Cesta, Tvrđava, Željeznica i Grad. Tako livada s navodnjavanjem nosi tri jedinice hrane umjesto dvije. Neki objekti se ne mogu graditi svugdje, tako se planine ne mogu navodnjavati.
Grad je posebni fiksni objekt koji se može sagraditi na svakom kopnenom polju. Namjena mu je da skuplja resurse iz svog radijusa koji čini dvadeset i jedno polje oko njegovog. Tek osnovan grad skuplja resurse s jednog okolnog polja. Kada skupi dovoljno hrane, grad "poraste" i može skupljati s još jednog polja i tako sve dok ne iskoristi sva polja u svom radijusu.
Resursi koje grad skuplja imaju različite namjene.
Proizvodnja koju grad skuplja se može upotrijebiti za stvaranje ili građevine (objekt koji jednom napravljen donosi bonus) ili postrojbe.
Postrojba je nefiksni objekt koji uvijek ima lokaciju na mapi no za razliku od fiksnih (grada, ceste i dr.) može se premještati. Postoji pedeset različitih postrojbi a svaka ima tri glavne osobine (napadnu i obrambenu vrijednost i pokretljivost), kao i cijenu u resursima.
Napadna i obrambena vrijednost dolaze do izražaja kada se jedna jedinica pokuša premjestiti u polje u kojem je neprijateljska jedinica. Ishod bitke ovisi o tim brojkama.
Pokretljivost opisuje koliko polja igrač može pomaknuti postrojbu svaki puta kada dođe na red. Postrojba s dva pokreta može biti pomaknuta dvaput po ravnici ili jedanput na planinu.
Neke jedinice imaju posebne osobine. Tako naseljenik (eng. Settler) može zasnovati grad, inženjer (eng. engineer) može sagraditi cestu i drugo.
Trgovina (eng. Trade) koju grad skuplja u svakom potezu se dijeli na tehnologiju, novac i luksuz - u omjeru koji odabire igrač. Novac i tehnologija iz svakog grada odlaze u zajedničku blagajnu.
Novac se koristi za požurivanje izgradnje u gradovima.
Kada se skupi dovoljno jedinica blagajni tehnologije, otkriva se nova tehnologija.
Nove tehnologije mogu omogućiti nove građevine, nove tipove postrojbi, nove objekte, one su preduvjet za druge tehnologije, a mogu i mijenjati neka pravila igre.

## Filozofija igre
Kako krugovi odmiču, igrač otkriva sve više mape (koja je u početku neotkrivena). Njegovi gradovi rastu i s njima broj prikupljenih resursa. Nove tehnologije otvaraju mogućnost trošenja tih resursa na izgradnju novih postrojbi koje imaju bolja svojstva od starih.
Prije ili kasnije, igrač susreće druge civilizacije. I one imaju gradove i postrojbe. Mogu biti trenutno prijateljski nastrojene, no sukob civilizacija je neizbježan jer postoje samo dva načina za pobjedu. Osvajanje cijelog svijeta ili izgradnja enormno skupog projekta - lansiranje svemirskog broda u sistem Alpha Centauri.
Glavna strategija za uspjeh je rast - više gradova, veći gradovi, više infrastrukture, više moćnijih jedinica - znači napredak i vodi do pobjede. Stagnacija i zanemarivanje rasta vode do poraza.
Dizajn igre naglašava mogućnost izbora po sistemu topovi ili maslac (guns or butter) gdje više jednog nužno znači manje drugog. U svakom potezu igrač bira: graditi još gradova ili vojnih jedinica? Polja ili tvrđava? Trošiti na novu tehnologiju ili gomilati novac za rezervu u slučaju rata? Svaki odabir ima dalekosežne posljedice.

## Utjecaj i nastavci
Civilizacija je proizvedena u stotinama tisuća primjeraka, te je pokrenula čitav novi žanr nazvan po njoj. Nakon toga slijedili su nastavci: CivNet, Colonization, Civilization II, Civilization III, Civilization IV, Alpha Centauri i druge. Zadnji nastavak serije je igra Civilization V, izašla 2010. godine i njene dvije dopune: "Civilization V: Gods & Kings" 2012. i "Civilization V: Brave New World" 2013.
Idejno, igra je inspirirala igre u žanru realnovremenskih strategija kao što su Age of Empires i Rise of Nations.

## Vanjske poveznice
- Civilizacija.NET  Arhivirana inačica izvorne stranice od 18. svibnja 2016. (Wayback Machine)

- CivFanatics.com

- Apolyton.NET